# Павлос Гипарис
Па̀влос Йосиф Гѝпарис (на гръцки: Παύλος Ιωσήφ Γύπαρης) е гръцки военен, политик и деец на гръцката въоръжена пропаганда в Македония.

## Биография
Павлос Гипарис е роден през 1882 година в Аси Гония, област Ханя, остров Крит, тогава в Османската империя. През 1904 година се включва с чета на гръцката въоръжена пропаганда в Македония от 110 души срещу ВМОРО. На 25 март 1905 година Павлос Гипарис, заедно с четите на Георгиос Цондос, Евтимиос Каудис, Георгиос Макрис и Йоанис Пулакас, общо около 300 андарти, нападат Загоричани и извършват страшно клане, в което загиват около 100 души, а цялото село е изгорено. Самият Гипарис пише поема за щурма, в която се чете:
| „ | Кръвта на българите течеше като от чешма Отмъстителите убиваха които се мяркаха пред тях, стига само да бяха българи, защото ги болеше душата и лудост обхвана отмъстителите. | “ |

- Четата на Гипарис
- Четата на Гипарис
- Четата на Гипарис и Цондос

Взима участие в преврата в Гуди в 1909 година.
През 1912 година Павлос Гипарис и Темистоклис Софулис организират доброволчески отряд и превземат остров Самос през Балканската война. През 1914 година пак начело на доброволна организация се застъпва за идеята за създаване на Временно правителство на Автономна република Северен Епир.
При избухването на Първата световна война участва с гръцки доброволци на западния фронт на страната на Антантата и при дебаркирането при Галиполи през 1915 година.
През 1916 година по време на националната схизма застава на страната на Елевтериос Венизелос, който го назначава за офицер в правителствената армия. До 1920 година служи като командир на батальона за сигурност на Атина, където изпълнява убийството на Йон Драгумис на 31 юли 1920 година. Вината му не е доказана в съда. След загубата на изборите същата година бяга във Франция заедно с Венизелос.
През Втората световна война при нападението на Нацистка Германия над Гърция през 1941 година Павлос Гипарис се завръща в Крит и взима участие в битките срещу германците. След окупацията на острова бяга в Египет, където работи в централата на гръцкия гарнизон в Александрия и Кайро.
След 1944 година е назначен за комендант на Ханя и се включва в партията на Софоклис Венизелос, като е избран за неин представител от Ханя. В последните години от живота си пише мемоари - „Οι πρωτοπόροι του Μακεδονικού Αγώνος“ (Αθήνα, 1962) („Пионери на Македонската битка“). Павлос Гипарис умира през 1966 година в Атина.
В 1978 година в Солун е издигнат негов бюст, дело на леринския зограф и скулптор Танасис Минопулос (1931 - 1982).